# السوفيتية

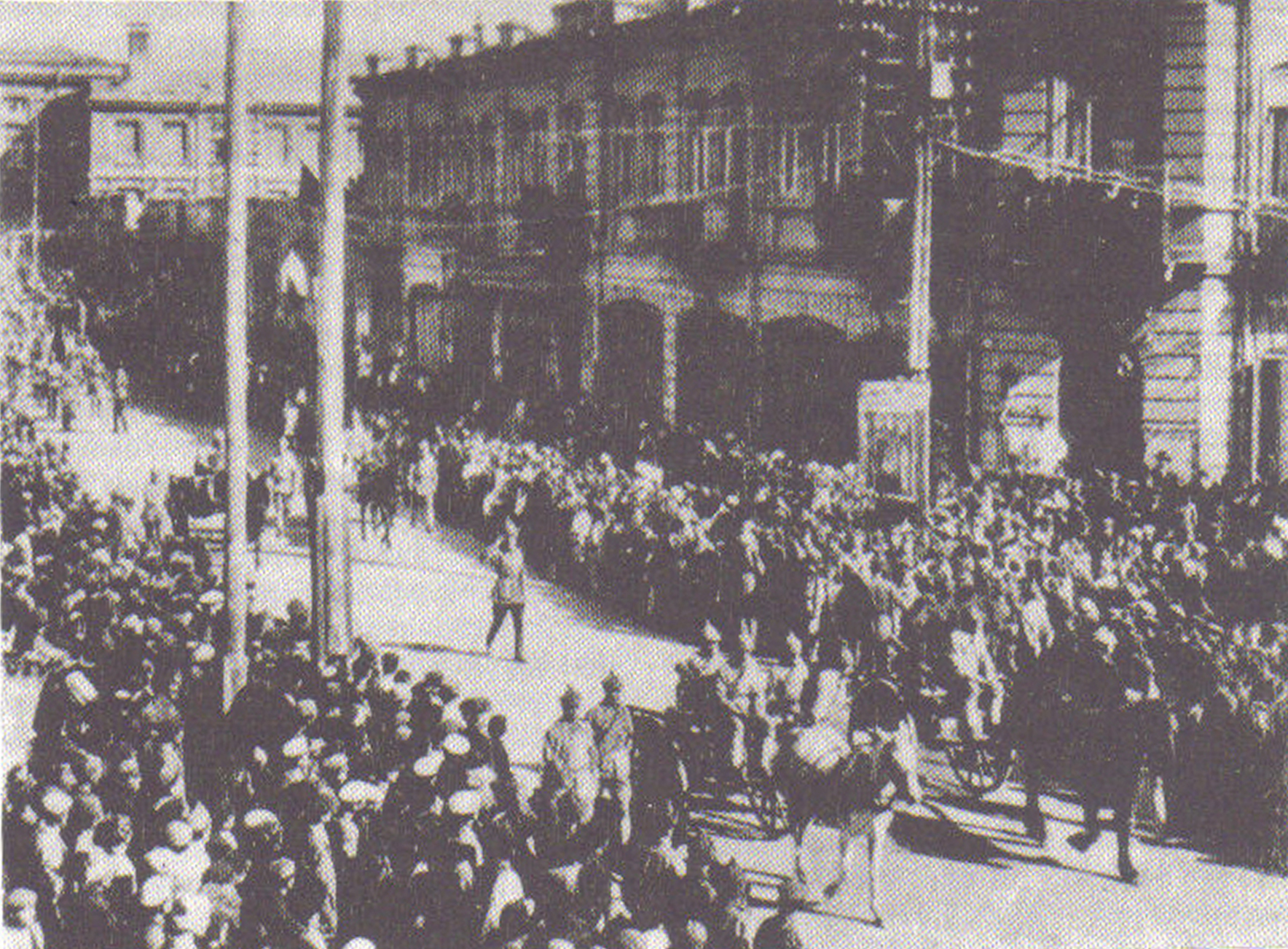

السوفيتية ((بالروسية: cоветизация)‏ هو اعتماد نظام سياسي يعتمد على نموذج السوفييتات (مجالس العمال) أو اعتماد أسلوب للحياة والعقلية والثقافة على غرار الاتحاد السوفيتي. غالبًا ما شمل ذلك تبني النص السيريلي، وأحيانًا اللغة الروسية أيضًا.
حدثت موجة ملحوظة من السوفيات (بالمعنى الثاني) في منغوليا وفيما بعد وبعد الحرب العالمية الثانية في أوروبا الوسطى (تشيكوسلوفاكيا وألمانيا الشرقية وهنغاريا وبولندا وما إلى ذلك)). وهذا يشمل، بمعنى واسع، التبني (الطوعي وغير الطوعي) للمؤسسات والقوانين والأعراف والتقاليد وطريقة الحياة السوفيتية، على المستوى الوطني وفي المجتمعات الأصغر على حد سواء. عادة ما يتم الترويج لهذا الأمر والإسراع به من خلال الدعاية التي تهدف إلى إيجاد طريقة مشتركة للحياة في جميع الدول داخل مجال النفوذ السوفيتي. في كثير من الحالات، ورافق السوفيتية أيضا إعادة التوطين القسري لفئات واسعة من «الأعداء الطبقيين» (الكولاك، أو osadniks، على سبيل المثال) إلى غولاغ معسكرات العمل والمستوطنات المنفى.
بالمعنى الضيق، وغالبا ما يتم تطبيق الإطار السوفيتي المدى للتغيرات النفسية والاجتماعية بين السكان من الاتحاد السوفيتي وتوابعها  والتي أدت إلى خلق الرجل السوفيتي الجديد (وفقا لأنصارها) أو إنسان العصر السوفيتي (وفقا ل منتقديه).